# Goniogryllus
Goniogryllus is een geslacht van rechtvleugeligen uit de familie krekels (Gryllidae). De wetenschappelijke naam van dit geslacht is voor het eerst geldig gepubliceerd in 1936 door Lucien Chopard.

## Soorten
Het geslacht Goniogryllus omvat de volgende soorten:
- Goniogryllus asperopunctatus Wu & Wang, 1992
- Goniogryllus atripalpulus Chen & Zheng, 1996
- Goniogryllus bilineatus Chopard, 1969
- Goniogryllus bistriatus Wu & Wang, 1992
- Goniogryllus bomicus Wu & Wang, 1992
- Goniogryllus cheni Xie & Zheng, 2003
- Goniogryllus chongqingensis Chen & Zheng, 1995
- Goniogryllus chuannanensis Chen & Zheng, 1995
- Goniogryllus emeicus Wu & Wang, 1992
- Goniogryllus gansuensis Xie, Yu & Tang, 2006
- Goniogryllus glaber Wu & Wang, 1992
- Goniogryllus lushanensis Chen & Zheng, 1995
- Goniogryllus octospinatus Chen & Zheng, 1995
- Goniogryllus ovalatus Chen & Zheng, 1996
- Goniogryllus potamini Bey-Bienko, 1956
- Goniogryllus pubescens Wu & Wang, 1992
- Goniogryllus punctatus Chopard, 1936
- Goniogryllus sexflorus Xie & Zheng, 2003
- Goniogryllus sexspinosus Ichikawa, 1987
- Goniogryllus yunnanensis Xie & Ou, 2005